# Steirische Kalkspitze
Die Steirische Kalkspitze ist ein 2459 m ü. A. hoher Gipfel in den Schladminger Tauern in Österreich. Sie liegt auf der Grenze zwischen den Bundesländern Salzburg und Steiermark und bildet sowohl im Sommer als auch im Winter ein beliebtes Tourenziel.

## Lage
Die Steirische Kalkspitze liegt im westlichen Teil der Schladminger Tauern, vis à vis von der etwas höheren Lungauer Kalkspitze (2471 m), die sich zur Gänze auf Salzburger Boden befindet. Die beiden Gipfel bilden den südlichen Talschluss des steirischen Preuneggtals und werden durch die Akarscharte (2315 m) getrennt.
Der Gipfel bietet einen hervorragenden Rundblick auf die umliegenden Berge: von den Hohen Tauern und dem Hochkönig im Westen über den Dachstein im Norden und den Hochgolling im Osten bis zu den Nockbergen im Süden.

## Geologie
Eine Besonderheit des Berges besteht in der Gesteinsart, aus der der Bergstock (einschließlich der Lungauer Kalkspitze) größtenteils aufgebaut ist und der er seinen Namen verdankt. Zum überwiegenden Teil ist dies nämlich karbonatisches Gestein, während die meisten übrigen Bergstöcke der Schladminger Tauern in für die Zentralalpen typischer Weise aus kristallinen Schiefern und Gneisen bestehen. Damit sind die beiden Kalkspitzen den westlich benachbarten Bergen der Radstädter Tauern geologisch ähnlicher als ihren östlichen Nachbarn in den Schladminger Tauern.
Konkret handelt es sich um eine inverse Abfolge (d. h. das Alter des Gesteins nimmt vom Liegenden zum Hangenden zu) aus mitteltriassischen und möglicherweise noch obertriassischen massigen und gebankten Dolomit- und Kalkmarmoren. Die Grenzflächen dieser Einheiten fallen vorzugsweise nach Osten ein. Die vor allem an der Westflanke anstehenden Dolomite der jüngeren Mitteltrias (Ladin) sind möglicherweise ein Äquivalent des Wettersteindolomits der Nördlichen Kalkalpen. An der eigentlichen Bergspitze steht hingegen mittel- oder untertriassischer Quarzit („Lantschfeldquarzit“) an. Die gesamte Sequenz wurde früher tektonostratigraphisch dem schwach metamorphen (Grünschieferfazies) Zentralalpinen Permomesozoikum der Radstädter Alpen des Unterostalpins zugerechnet, heute jedoch als überkippte (inverse) Auflage des zentralostalpinen Kristallins der Niederen Tauern interpretiert.

## Aufstiege

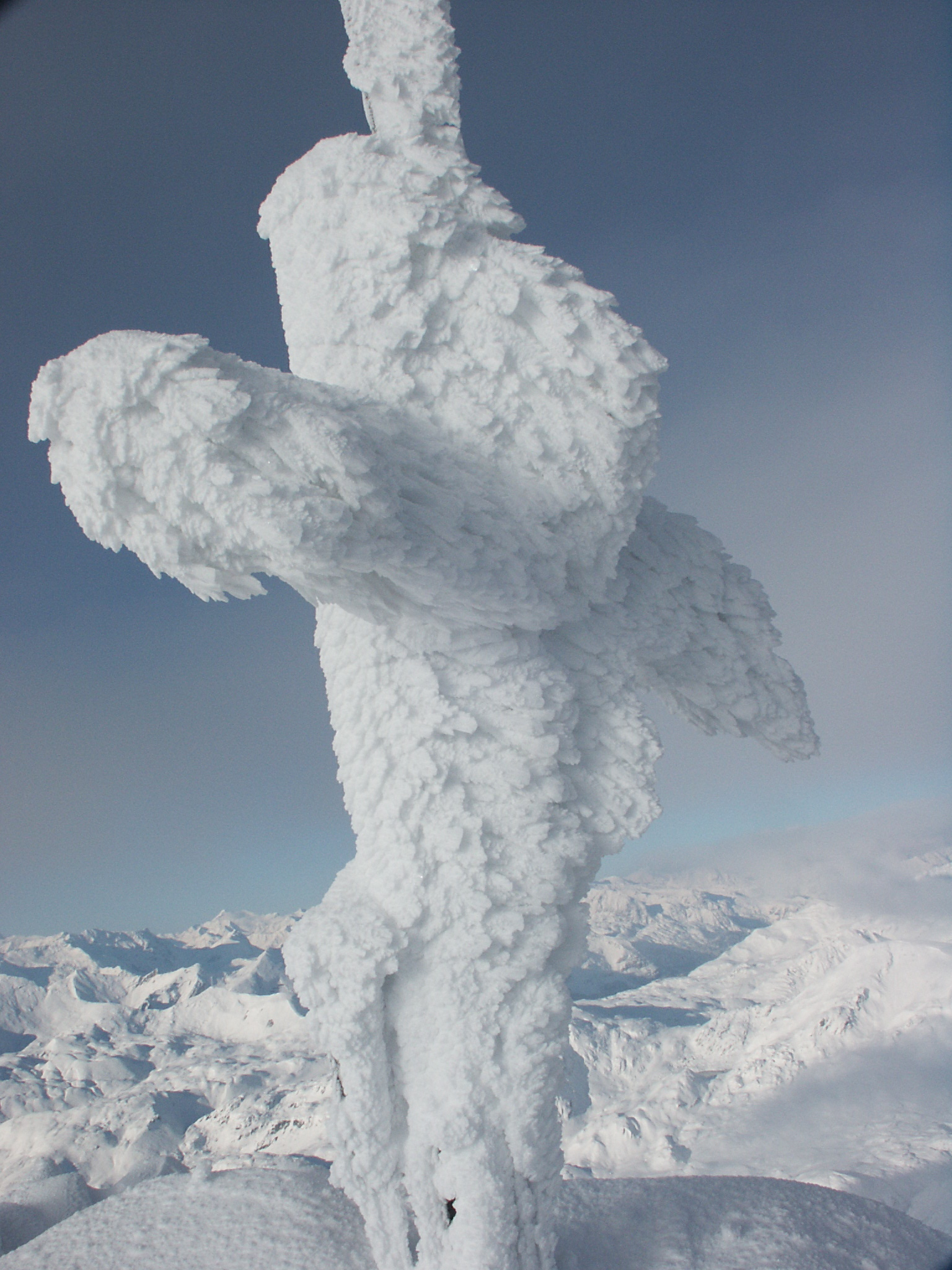
Steirische Kalkspitze im Winter, Gipfelkreuz

Durch die Akarscharte führen mit dem Zentralalpenweg (Österreichischer Weitwanderweg 02) und dem Arnoweg zwei der beliebtesten Weitwanderwege Österreichs, weshalb beide Kalkspitzen häufig bestiegen werden. Im Gipfelbereich erfordert der Weg auf die Steirische Kalkspitze Trittsicherheit und ein gewisses Maß an Schwindelfreiheit.

### Stützpunkte
- Oberhütte (privat, 1859 m)
- Giglachseehütte (privat, 1955 m)
- Ignaz-Mattis-Hütte, (ÖAV-Sektion Wien, 1986 m)

### Gehzeiten
- von der Ursprungalm (1604 m) über den Znachsattel: 2½ Stunden
- von Obertauern (1739 m) über den Weitwanderweg 02: ca. 5 Stunden
- von Hopfriesen (1040 m) über die Giglachseen: 5 Stunden (2 Stunden von der Ignaz-Mattis-Hütte)